# Zoo de Rawson
El Zoológico de Rawson, o Zoo Rawson, (denominado oficialmente Parque Recreativo General San Martín) fue un parque zoológico perteneciente a la municipalidad de Rawson, situado en el Parque Recreativo Gral. San Martín, sobre el río Chubut, en el este de la provincia de Chubut, sur de la Argentina.
Era la mayor atracción turística del municipio. Albergaba una colección integrada por más de 60 especies de animales.

## Generalidades
El Zoo Rawson está ubicado en el Valle inferior del río Chubut, a 3 km de la ciudad de Rawson por acceso de la Ruta Nacional 25. El recorrido tiene una duración de 45 minutos, donde se puede disfrutar de la fauna patagónica, interpretando su interacción con el medio natural. La nueva concepción del Zoo otorga a los animales mejores condiciones de vida, eliminando progresivamente las jaulas, otorgándoles más espacio y buscando crear ambientes que se asemejen a sus hábitats naturales.
El Zoológico de Rawson se ha caracterizado en los últimos años por tener distintas especies exóticas. Un ejemplo se trata de tres tigres de Bengala, que nacieron en el lugar entre 2003 y 2005 y son descendientes de una pareja del Zoológico de Córdoba que se reprodujeron en Rawson. Anteriormente, en 2002, los leones del zoológico fueron reubicados en un centro de recuperación en Malasia a través de una ONG.
En 2012 el zoológico actuó como centro de salvataje y rehabilitación de pingüinos de Magallanes empetrolados en Punta Tombo, logrando recuperar y reinsertar en su ambiente natural a un gran número de individuos de esta especie.

## Ubicación y Acceso
Se situaba en la periferia de los Barrios San Pablo y Gregorio Mayo, en el sector oeste de la ciudad de Rawson. Además, se encuentra perimetrado por el río Chubut.
El acceso del parque era por la Ruta Nacional 25, pasando el pórtico de acceso a Rawson y a 500 m doblar a la izquierda y seguír por un camino pavimentado de 1 200 m de largo.

## Críticas
Luego de que el zoológico pasara a manos municipales, se comprometieron a convertirlos en uno de los mejores del país pero hubo muertes de animales.Ante esto el municipio reacondicionó el lugar y se realizó la reapertura del parque en el año 2012 a partir de las 14:00 horas.

## Cierre definitivo y reconversión como parque
Desde principios de 2015 se comenzó con un proceso de reconversión del zoológico de Rawson con el traslado de animales a otros zoológicos, centros de crías o centros de recuperación del resto de Argentina. El objetivo es reconvertir las instalaciones en un parque temático con una plaza integradora y centro recreativo. Es así que en una primera etapa, una tropilla de una docena de guanacos fueron trasladados a la provincia de Córdoba con la intención de reintroducir la especie en ese territorio ya que se encuentra extinta en el lugar.
Se trata del primer zoológico de Argentina que se desarma gracias a un recurso de amparo ambiental que derivó en un acuerdo entre ambientalistas, la Municipalidad de la ciudad y el Instituto de Asistencia Social de Chubut. La lista de especies a liberar incluyó: tres tigres de bengala, once guanacos, un jabalí europeo, dos pumas, seis ciervos, tres zorros grises, dos cóndores andinos, cuatro jote cabeza colorada, cinco águilas moras, un pecarí de collar, un caballo, cuatro ovejas, nueve cabras, 18 gallinas, 10 cobayos, una martineta y dos loros. Varios animales que  se encontraban en el Parque recreativo General San Martín, que habían sido trasladados al Refugio de Vida Silvestres “La esperanza”
Se anunció que en una primera etapa, una tropilla de una docena de guanacos serán trasladados a la provincia de Córdoba con la intención de reintroducir la especie pues allí se encuentra extinta. A la misma provincia se trasladó un mono cai. El resto de los animales serán trasladados a la Reserva Natural Sierra del Tigre en Tandil (provincia de Buenos Aires), la Reserva Natural Villavicencio de la provincia de Mendoza y Estados Unidos.
En mayo de 2015 se anunció que para el mes de octubre, gracias a un acuerdo entre una ONG, el municipio de Rawson y Lotería de la provincia del Chubut, ya no quedarían animales en el zoológico.